# Zone non aedificandi

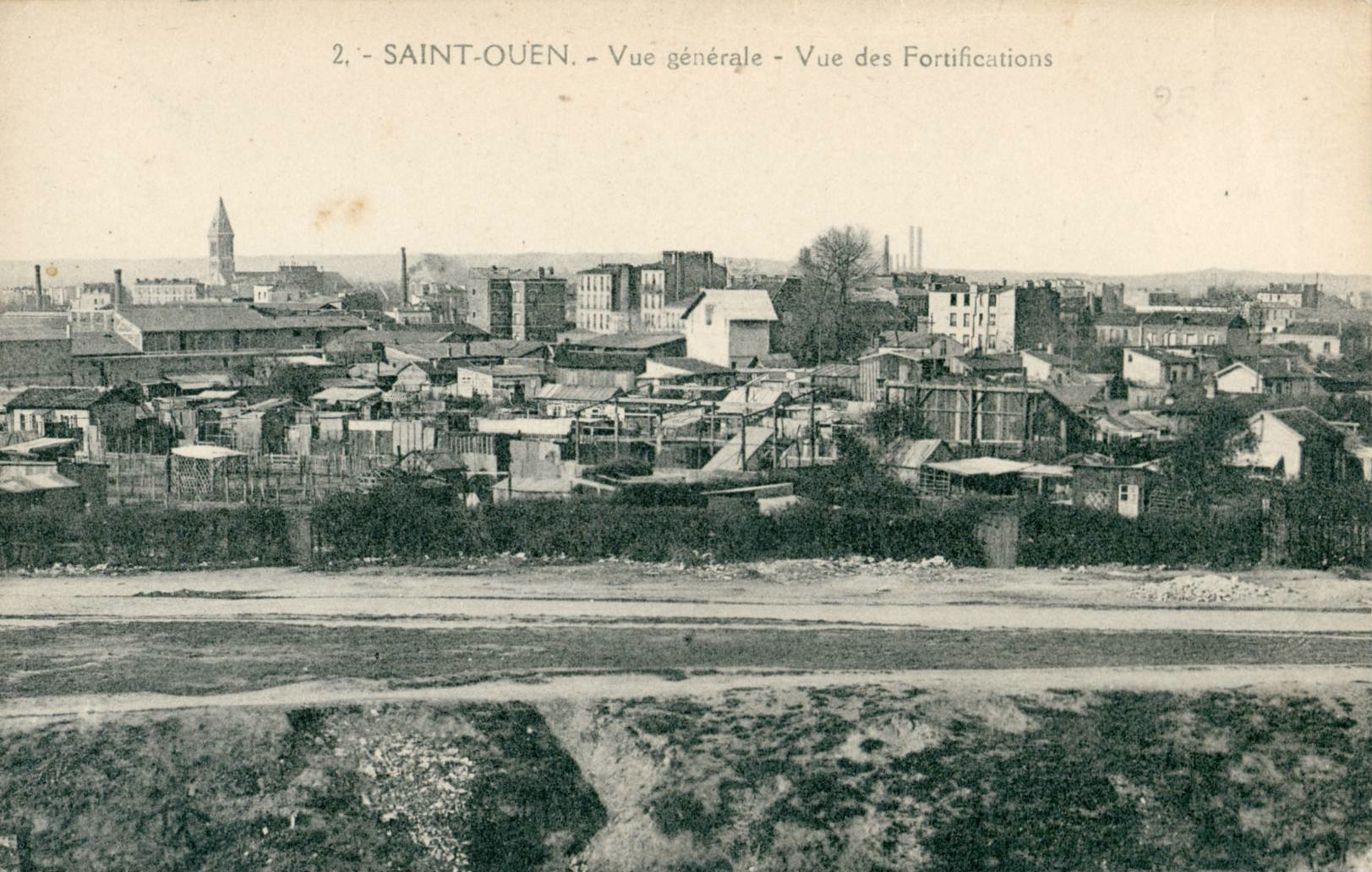
Zóna u Saint-Ouen

Zone non aedificandi (česky: Oblast bez zástavby nebo Nezastavitelná oblast) byl zhruba 250 metrů široký pás kolem městských hradeb, které nechal kolem Paříže vybudovat Adolphe Thiers. Výstavba opevnění byla dokončena v roce 1844. Prostor se také nazýval „Zone militaire fortifiée“ (vojenská fortifikační zóna) nebo jen zkráceně „La Zone“.
Na tomto území panoval zákaz jakékoliv výstavby a rovněž zde nesměly růst stromy. Toto opatření mělo strategický význam při případné obraně Paříže, kdy bylo možné na tomto místě umístit děla a další těžké zbraně.
V roce 1860 byly připojeny k městu Paříži všechny obce ležící uvnitř Thiersových hradeb a hranice Paříže se tak posunula až k vojenské zóně a kopírovala ji. Tím bylo správní území hlavního města vymezeno v podstatě do současnosti, neboť obce za zónou zůstaly již vždy samostatnými předměstími. Výjimku tvoří pouze Vincenneský lesík na jihovýchodě a Boulogneský lesík na jihozápadě, které sice leží za tehdejší zónou, ale jsou administrativně součástí Paříže.

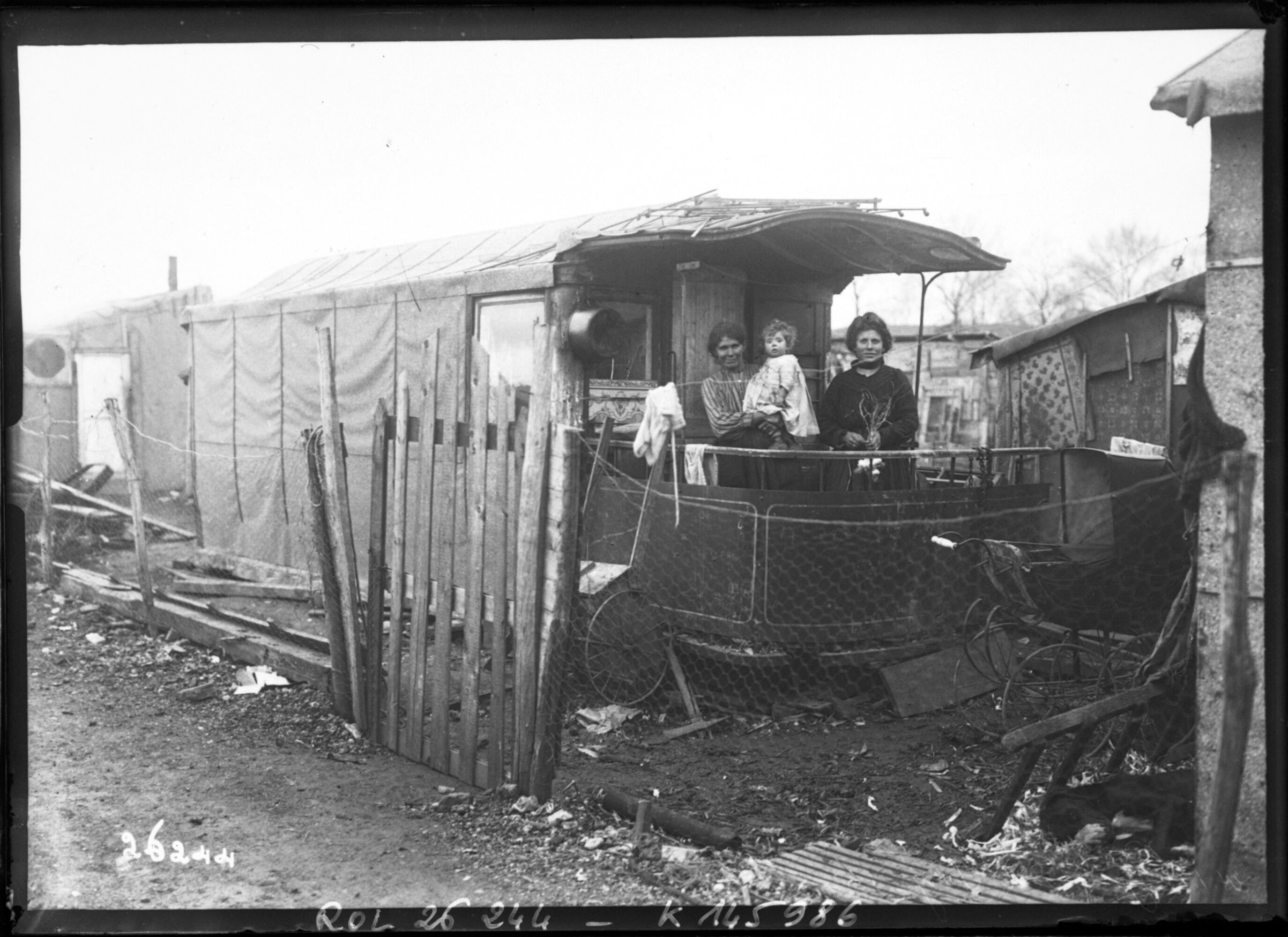
Obyvatelé slumu v zóně (1913)

Ke konci 19. století již ztratily Thiersovy hradby svůj vojenský význam. Ačkoliv zákaz zděných nemovitostí v zóně trval i nadále, byly zde tolerovány provizorní stavby. Tím se kolem celé Paříže vytvořil kruh chudinských slumů. Po roce 1919 byly strženy veškeré hradby kolem Paříže pocházející z poloviny 19. století a rovněž byl zrušen zákaz výstavby v zóně. Na mnoha místech hradby nahradily domy se sociálními byty pro obyvatele s nízkými příjmy. Také vznikl plán vytvořit z nezastavěné zóny zelený pás veřejných parků obepínající celou Paříž. Tento plán byl však zavrhnut. Pouze ve 14. obvodu vznikl kolem roku 1925 univerzitní kampus Cité internationale universitaire de Paris.
Zóna zůstala volná až do 50. let 20. století, kdy bylo rozhodnuto využít prostor pro výstavbu městského okruhu nazvaný Boulevard périphérique.